# Daniel Caluag
Daniel Patrick Manabat Calua (nascido em 15 de janeiro de 1987) é um ciclista estadunidense, naturalizado filipino. Ele representou as Filipinas durante os Jogos Olímpicos de Londres 2012, na prova de BMX, terminando em 30º lugar.